# Daley Mena
Daley Yesid Mena Palomeque (sinh ngày 7 tháng 2 năm 1985 ở Quibdó) là một cầu thủ bóng đá người Colombia, thi đấu cho Audaz ở Salvadoran Primera División.
Mena bắt đầu sự nghiệp thi đấu ở Uruguay cùng với Danubio, năm 2009 anh gia nhập Colón de Santa Fe của Argentina nhưng trở lại Danubio chỉ sau một mùa giải.
Năm 2011, anh trở thành cầu thủ của Querétaro.

## Danh hiệu
Danubio
- Uruguayan Primera División (1): 2006–07

Dorados
- Copa MX (1): Apertura 2012

1. ↑  "Daley Mena hace historia con el Audaz en primera división". El Gráfico. Truy cập ngày 23 tháng 7 năm 2018.
2. ↑  "Misael Alfaro: "En casa tendremos que darnos a respetar"". El Gráfico. Truy cập ngày 23 tháng 7 năm 2018.
3. ↑  "Daley Mena: "Nos traicionaron los nervios"  elsalvador.com". elsalvador.com. Truy cập ngày 23 tháng 7 năm 2018.
4. ↑  "ceroacero.es:: Porque todos los partidos empiezan as�..." www.ceroacero.es. Truy cập ngày 23 tháng 7 năm 2018. {{Chú thích web}}: replacement character trong |tiêu đề= tại ký tự số 53 (trợ giúp)
5. ↑  "Fue Audaz y vencedor en Chapeltique". Noticias de El Salvador - La Prensa Gráfica. Truy cập ngày 23 tháng 7 năm 2018.
6. ↑  "Triste empate en el Jiboa entre Audaz y Chalatenango  elsalvador.com". elsalvador.com. Truy cập ngày 23 tháng 7 năm 2018.
7. ↑  "FAS hunde al Sonsonate y Audaz casi firma la permanencia". El Gráfico. Truy cập ngày 23 tháng 7 năm 2018.
8. ↑  "Caballo que alcanza, gana  elsalvador.com". elsalvador.com. Truy cập ngày 23 tháng 7 năm 2018.
9. ↑  "Futbol Nacional". Bản gốc lưu trữ ngày 4 tháng 4 năm 2012. Truy cập ngày 23 tháng 7 năm 2018.